# Erlbach (Oberbayern)
Erlbach este o comună din districtul Altötting, landul Bavaria, Germania.